# Satan Opium
Satan Opium ist der Titel eines stummen deutschen Drogen-Dramas, das Siegfried Dessauer 1915 nach einem Drehbuch von John Gottowt für die Imperator-Film-Co. m.b.H (Berlin) inszeniert hat. Die Hauptrolle, den Chinesen Yo-Ching-Han, verkörperte Lupu Pick.

## Handlung
Der reiche Amerikaner Marc Olander hat ein Auge auf die schöne Tänzerin Edith Ruth geworfen und möchte sie unbedingt heiraten. Doch Ruth hat ein finsteres Geheimnis: in ihrer Freizeit hält sie sich gern in Opiumhöhlen auf und gibt sich mit Leidenschaft dem Rausch hin. Von diesem Laster weiß jedoch Olanders durchtriebener, chinesischer Diener Yo-Ching Han, der selbst großes Interesse an der Tänzerin hegt und sie seinem Boss durch unlautere Mittel abspenstig zu machen gedenkt. Daher unterstützt er nach Kräften Ediths Drang nach Opium-Konsum. Per Zufall erfährt Olander kurz vor der angesetzten Verlobungsfeier von Ediths Drogensucht. Seine Braut in spe verspricht ihm nunmehr hoch und heilig, von ihrem Laster fortan die Finger lassen zu wollen.
Am Tag der Verlobung wird Yo-Ching Han entsandt, um Edith den Verlobungsschmuck zu bringen und sie mit dem Auto zur Zeremonie zu fahren. Doch der Chinese verleitet das Mädchen dazu, sich vorher noch ein Opiumpfeifchen zu gönnen und versetzt sie damit in einen Rausch. Als Edith nicht in seinem Hause ankommt, begibt sich Marc zu ihr und sieht sie im Drogenrausch benebelt auf einer Ottomane liegen. Empört über den begangenen Wortbruch, hinterlässt der Amerikaner ihr einen Zettel, auf dem steht, dass sie durch ihr Verhalten das gemeinsame Glück zerstört habe. Wieder im Vollbesitz ihrer geistigen Kräfte, eilt Edith zur Villa ihres Liebsten, um die Dinge zu klären. Doch sein chinesischen Diener verweht ihr den Zugang, angeblich im Auftrage seines Herrn.
Dieser sitzt zerknirscht in seinem Zimmer, untröstlich über den Verlust seiner Braut, in der er sich, so glaubt er, derart getäuscht habe. Der hinterhältige Yo-Ching Han versucht sich als ihr vermeintlicher Tröster, in dem er Edith in eine Opiumhöhle führt, wo sie all ihr Liebesleid vergessen machen kann. Rasch zugedröhnt, wird sie dort zu seiner persönlichen Gefangenen. Marc Olander hat indes beschlossen, seiner Freundin zu verzeihen und es noch einmal mit ihr zu versuchen. Doch wo immer er nach Edith sucht, sie ist wie vom Erdboden verschluckt. Bald erscheint Yo-Ching Han das Versteck für die Entführte nicht mehr sicher genug, und er beschließt, sie dort unterzubringen, wo sie garantiert niemand finden wird: in einer geheimen Kammer in Olanders Villa, in der der Chinese sich selbst gern einmal ein Pfeifchen gönnt. 
Eher zufällig findet Marc heraus, dass sein angeblich so treuer Diener ein falsches Spiel spielt und hinter dem Verschwinden von Edith steckt. Er jagt Yo-Ching Han deshalb vom Hof, der aber auf Schleichwegen zurück in seine Kammer findet, von der er die mutmaßlich zugedröhnte Edith fortschleppen möchte. Doch die ist mittlerweile wieder voll bei sich und schreit um Hilfe. Dies hört ihr Verlobter in spe, und es kommt zu einem heftigen Kampf zwischen ihm und dem Chinesen, bei dem der Letztgenannte unterliegt. Nun steht einer Verlobung von Marc und Edith nichts mehr im Wege.

## Produktionsnotizen
Satan Opium passierte die Zensur im Dezember 1915 und wurde zunächst für die Dauer des Ersten Weltkrieges verboten. Bei einer Neuvorlage Anfang 1916 wurde dieses Verbot jedoch aufgehoben. Daraufhin erlebte Satan Opium seine Uraufführung mutmaßlich im April 1916. Österreichischen Filmfachleuten lag der Film jedoch bereits zum Jahresende 1915 zur Ansicht vor. Anfänglich ein Vierakter, wurde der Film nach einer weiteren Zensurierung 1921 in einer Länge von fünf Akten auf rund 2190 Metern gezeigt.

## Kritik
„Bei der Oesterr.-ungar. Kinoindustrie hatten wir dieser Tage Gelegenheit einen von dieser Firma erworbenen Imperator-Film zu sehen, der, unserer Meinung nach, zu den besten Sittenbildern zu zählen ist, die bisher erschienen sind und durch die Originalität des Stoffes, durch die wahrhaft künstlerische Durchführung, durch prächtige Photographie, durch malerische Szenerien und durch allererstklassige Darstellung ganz besondere Beachtung verdient. (…) Eine Tanzszene, in welcher die Heldin des Dramas einen Mumientanz exekutiert, ist von schönster Wirkung. Von den Darstellern ist in erster Linie der bekannte Berliner Schauspieler Lupu Pick zu nennen, der mit unerreichter Meisterschaft die Rolle des chinesischen Dieners mimt.“